# Polygala salviniana
Polygala salviniana är en jungfrulinsväxtart som beskrevs av Alfred William Bennett. Polygala salviniana ingår i släktet jungfrulinssläktet, och familjen jungfrulinsväxter. Inga underarter finns listade i Catalogue of Life.